# Astragalus gebleri
Astragalus gebleri är en ärtväxtart som beskrevs av August Gustav Heinrich von Bongard. Astragalus gebleri ingår i släktet vedlar, och familjen ärtväxter. Inga underarter finns listade i Catalogue of Life.